# (1129) Neujmina
(1129) Neujmina est un astéroïde de la ceinture principale, découvert le 8 août 1929 par l'astronome Praskovia Parkhomenko depuis l'observatoire de Simeïz.
Sa désignation provisoire était 1929 PH.
Il est nommé en l'honneur de l'astronome soviétique/russe Grigori Néouïmine.